# Sven Bender
Sven Bender (Rosenheim, Alemania, 27 de abril de 1989) es un exfutbolista alemán que jugaba de defensa y se retiró al término de la temporada 2020-21. Su hermano gemelo Lars Bender también fue futbolista.
Tal como su hermano, el jugador es patrocinado por Adidas.

## Selección nacional
Jugó en la selección alemana en el Mundial sub-20 en Egipto de 2009 y en la Eurocopa sub-21 de 2011 en Dinamarca. También ganó la medalla de plata en el Torneo masculino de fútbol en los Juegos Olímpicos de Río de Janeiro 2016 junto a su hermano Lars Bender.

## Clubes
| Club                | País                | Año                 | Partidos | Goles |
| ------------------- | ------------------- | ------------------- | -------- | ----- |
| TSV 1860 Múnich     | Alemania            | 2006-2009           | 70       | 1     |
| Borussia Dortmund   | Alemania            | 2009-2017           | 224      | 4     |
| Bayer 04 Leverkusen | Alemania            | 2017-2021           | 133      | 6     |
| Total en su carrera | Total en su carrera | Total en su carrera | 427      | 11    |

## Palmarés

### Títulos nacionales
| Título                 | Club              | País     | Año     |
| ---------------------- | ----------------- | -------- | ------- |
| Bundesliga de Alemania | Borussia Dortmund | Alemania | 2010-11 |
| Bundesliga de Alemania | Borussia Dortmund | Alemania | 2011-12 |
| Copa de Alemania       | Borussia Dortmund | Alemania | 2011-12 |
| Supercopa de Alemania  | Borussia Dortmund | Alemania | 2013    |
| Supercopa de Alemania  | Borussia Dortmund | Alemania | 2014    |
| Copa de Alemania       | Borussia Dortmund | Alemania | 2016-17 |

### Títulos internacionales
| Título           | Selección             | Sede           | Año  |
| ---------------- | --------------------- | -------------- | ---- |
| Juegos Olímpicos | Selección de Alemania | Río de Janeiro | 2016 |